# Rafael Alba
Rafael Alba (12 de agosto de 1993) é um taekwondista cubano, medalhista olímpico.

## Carreira
Alba conquistou a medalha de bronze nos Jogos Olímpicos de Verão de 2020 em Tóquio, após confronto na semifinal contra o chinês Sun Hongyi na categoria acima de 80 kg. Além disso, ele é bicampeão mundial, tendo vencido em 2013 e 2019. Nos Jogos Olímpicos de Verão de 2024, em Paris, Alba voltou a conseguir a medalha de bronze na categoria mais de 80 kg masculino.